# Аль-Харби, Ибрахим
Ибраги́м а́ль-Харби́ (араб. ابراهيم الحربي‎, англ. Ibrahim al-Harbi; 10 июля 1975) — саудовский футболист, защитник. Выступал за сборную Саудовской Аравии. Участник чемпионата мира 1998 года.

## Карьера

### Клубная
Профессиональную карьеру начал в 1993 году в клубе «Аль-Наср» из Эр-Рияда, за который выступал до 2007 года, став за это время вместе с командой 2 раза чемпионом Саудовской Аравии и обладателем Клубного кубка чемпионов Персидского залива и по 1-му разу обладателем Кубка Саудовской федерации футбола, Кубка обладателей кубков Азии, Суперкубка Азии и Международного кубка Дамаска, а также впервые финалистом Арабского кубка обладателей кубков и Арабского суперкубка, кроме того, вместе с командой, получил в 2000 году приз Fair Play на Клубном чемпионате мира. В 2007 году перешёл в клуб Саудовского первого дивизиона «Охуд» из Медины.

### В сборной
В составе главной национальной сборной Саудовской Аравии выступал с 1994 по 2002 год. Участник чемпионата мира 1998 года. В 1996 году, вместе с командой, стал обладателем Кубка Азии (в 2000 году стал его финалистом), и дважды становился обладателем Кубка наций Персидского залива и Кубка арабских наций.

## Достижения

### Командные
- Обладатель Кубка Азии (1): 1996
- Финалист Кубка Азии (1): 2000
- Обладатель Кубка арабских наций (2): 1998, 2002
- Обладатель Кубка наций Персидского залива (2): 1994, 2002
- Финалист Кубка наций Персидского залива (1): 1998
- Чемпион Саудовской Аравии (2): 1993/94, 1994/95
- Обладатель Кубка Саудовской Федерации футбола (1): 1997/98
- Обладатель Кубка обладателей кубков Азии (1): 1998
- Обладатель Суперкубка Азии (1): 1998
- Обладатель Клубного кубка чемпионов Персидского залива (2): 1996, 1997
- Обладатель Международного кубка Дамаска (1): 2004
- Финалист Арабского кубка обладателей кубков (1): 2000/01
- Серебряный призёр Арабского суперкубка (1): 2001

### Награды
- Приз Fair Play на Клубном чемпионате мира (1): 2000